# 青木理
青木 理（あおき おさむ、1966年10月26日 - ）は、日本のジャーナリスト、TVコメンテーター、元共同通信社記者、元ソウル特派員。身長は183cm。

## 経歴
長野県小諸市生まれ。父は元小学校教員。長野県野沢北高等学校、慶應義塾大学文学部卒業後、1990年共同通信社入社。
同社では大阪社会部、成田支局を経て東京社会部で警視庁の警備公安部門などを担当。オウム真理教事件、阪神大震災、種々の公安事件や経済事件を取材する。
1997年から1998年まで韓国の延世大学校韓国語学堂に留学し、外信部勤務を経て2002年から2006年までソウル特派員を務める。社会部在籍中の2000年1月に『日本の公安警察』を講談社現代新書から著した。「それなりのベストセラーとなって話題を呼んだ」と本人は語っている。
2006年6月、同社を退社。同年8月から日本版『オーマイニュース』の創刊に参加し、副編集長に就任した。
死刑存廃問題を取材した「死刑執行 絞首台の現実」を『月刊現代』で連載 したものを2009年に『絞首刑』として出版し、第32回講談社ノンフィクション賞の候補作に挙がる（のちの2012年には、大阪・愛知・岐阜連続リンチ殺人事件における確定判決後を描いた同題の講談社文庫版も出版されている。）。死刑賛成、反対のどちらか一方の立場ではなく被害者、加害者、執行刑務官などを取材してありのままを伝える目的で著した、と語っている。
2011年4月から2021年3月まで、テレビ朝日『モーニングバード』（2015年より『羽鳥慎一モーニングショー』）のコメンテーターとしてレギュラー出演 していた。
筋萎縮性側索硬化症を患った徳田虎雄を取材して2011年4月から『週刊ポスト』で8回連載し、単行本『トラオ 徳田虎雄 不随の病院王』が、再び講談社ノンフィクション賞の候補作となる。
『ニュース探究ラジオ Dig』で木曜担当のラジオパーソナリティを務めた。
第19回新聞労連ジャーナリズム大賞、第9回疋田桂一郎賞選考委員。
2015年、『AERA』編集長の浜田敬子は、青木に、安倍晋三とその一族に関するルポルタージュの執筆を依頼。編集部の記者二人（作田裕史、宮下直之）を取材班に付け、同年8月17日号（8月10日発売）から「安倍家三代 世襲の果てに」の連載が開始された。2016年5月2日・9日号まで断続的に掲載され、この連載をもとに加筆修正された単行本『安倍三代』が2017年1月に刊行された。
2024年9月末から、「劣等民族」発言により活動を自粛している。

## 主張

### 日韓関係
元内閣総理大臣の安倍晋三を「嫌い」であると公言し、岸信介の劣化コピーと評している。日韓関係は、韓国の朴槿恵大統領も社会や政治をどうにか変えたいという内なる情熱もない世襲政治家であり、「特別な自分なりの哲学や思想がなかった二人の政治家が、彼らの存在を必要としていた“勢力”（日本の極右、韓国の守旧）によって振り回されたことで、日韓両国社会に大きな衝撃と痛みを与えている」と解説している。

### 夫婦別姓に賛成
選択的夫婦別姓制度に賛同し、「選択的夫婦別姓を認めないことは、多様な考えや価値観を否定するようなもので成熟した民主主義国家の姿とは言えない」と主張している。

### 朝日新聞による慰安婦・吉田調書誤報を擁護
元朝日新聞記者の植村隆による従軍慰安婦に関連する報道への批判について、「メディアに誤報はつきものだ」などとした上で、「朝日新聞は日本を代表する新聞であることに異論はなく、それゆえ世論からの批判は仕方がないにしても、問題はやりかただ。『売国奴』や『反日』などという批判をすべきではない」「ヘイトスピーチが堂々と街頭に出ている現状を考えると、歴史は大きな転換点にきている。今回の問題は朝日だけのものではない、歴史的事件であり、すごく危機感を持っている」と疑問視している。
さらに記事の内容に誤りがあったとして朝日新聞が取り消した吉田調書に関連する報道についても「虚報やねつ造と同列に論じるのはおかしい」と擁護し、朝日新聞が記事を取り消したことを「この国のメディアとジャーナリズムの将来に重大な禍根を残す」とし、一連の朝日新聞批判は「言論・報道の自由を殺し、果ては民主主義を殺す」と批判している。

### 暴力団排除条例に反対
2012年1月24日、作家の宮崎学らが暴力団排除条例の廃止を求める記者会見を都内の参議院議員会館で催し、司会を務めた青木は「暴排条例には“暴力団と個人的に交際するな”と書いてあります。個人的な交際をお上が規制するというのはおかしくないのか、という憤慨を抱いております」と挨拶した。

### Go Toキャンペーン
2020年10月25日放送の番組「サンデーモーニング」において「GoToって僕も使ったんですけれど、多少お金があって、休みも取れる人が使ってるんだけど、そうじゃない人もいっぱいいらっしゃるわけで。そういう所への支援っていうのを、少し冬に向かって真剣に考えないと、ヨーロッパの事を対岸の火事みたいに言ってられないような状況ってこともあり得るんじゃないかなって気がしますよね」と発言した。

## 批判された発言

### 韓国における日本人女性観光客暴行事件
2019年8月にソウルで発生した10代の日本人女性観光客が30代の韓国人男性に暴行された事件について、2019年8月27日放送の『羽鳥慎一モーニングショー』で、「邦人保護の対象となるような人が、怪我をしたとか行方不明になったというならわかるけど、はっきり言えば今回のケース、僕がソウル特派員でいたら多分書かない」「ニュースにならないニュースが、こういう形で大きく注目されることが、今の日韓関係をさらに悪化させる原因」と主張。加害者男性が被害者女性に対して、韓国において日本人を侮蔑するときに用いられる「チョッパリ」という差別用語を発していたことから、通常の暴行事件と背景が異なるとする同席したコメンテーターの玉川徹の指摘には、「今の時期じゃなくても、日本人の悪感情を呼ぶ時には必ず使うものなんですよ」と説明し、ネット上で猛批判を浴びているとニュースサイト『リアルライブ』が報じた。
この発言に対し韓国人の作家である崔碩栄は、「『差別語って言うのも日本人を呼ぶ時に必ず使う言葉』は100%無い」「韓国人全体を差別主義者にする酷い発言」と青木を批判。石平太郎は、「（青木は）韓国人にどこまでも優しいが、日本人にはどこまでも冷酷だ。彼らが普段言っている『反差別』も『女性の人権』もただの嘘だ」と批判した。（詳細は「弘大日本人女性暴行事件」を参照）

### 福島第一原発の処理水を汚染水と表現
福島第一原子力発電所事故で発生した汚染水を浄化処理した『ALPS処理水』について、2021年5月2日放送の「サンデーモーニング」で「人類史でも最大級の原発事故をこの国は起こしてね、福島、僕も取材で通ってますけれども、皆さんご存知の通り、10年経っても今度は汚染水を放出するなんて話をしている」と処理水の海洋放出を批判し、『処理水』ではなく『汚染水』と表現。この発言が物議を醸しているとデイリー新潮が報じた。番組内での青木の発言について、タレントのほんこんはツイッターで「汚染水を放出と　青木氏がテレビで発言　処理水です　この様な発言が　風評被害、風評イジメになるんですよ　これ発言は問題になりませんかね」と批判。また、民主党政権下で原子力損害賠償支援機構担当の特命大臣、環境大臣、原子力行政担当大臣、原子力防災大臣を歴任した細野豪志議員もツイッターで青木の発言を風評加害であると批判し「事故の有無に関係なく、国内外の原子力施設は処理水を海洋放出している」と指摘した。

### 日本の新型コロナ感染者数と対策に対する発言
2021年11月14日放送の、TBS系の「サンデーモーニング」に出演し、「皆さんご存知の通り、これまでの(日本の)政権もこういう色々な対策を打ち出すんだけれど、(中略)結果的にもアジアではご存知の通り、最大級最悪級の感染者が出ちゃったりとか、東京大阪で医療崩壊状態になっちゃったわけですよね」と批判した。この「アジアではご存知の通り、最大級最悪級の感染者が出ちゃった」という発言に対して、「インドやインドネシアの一日当たり感染者数の方が日本より多い」「根拠を示して話すべきではないか」などの批判が起きた。
また2021年12月12日放送の、TBS系の「サンデーモーニング」に出演した折には日本のコロナ対策を「客観的に見て、日本政府の感染対策ってダメダメだったわけですから」と批判した。しかし例えば近隣国である大韓民国ではロイター通信によれば、報告された新型コロナウイルス感染症（COVID-19）による新たな死者の1日の平均を更新し平均57件以上の死亡が報告されている(2021年12月13日)。事実、韓国内の報道においても900人の重篤症目前の「894人」、及び新規確認6689人となっており、「どう客観的？」「どこがダメダメなのか具体的に」と批判を浴びた。

### 自民党の支持者に対する「劣等民族」発言
2024年9月12日に配信されたYouTube「ポリタスTV」の生配信番組「報道ヨミトキFRIDAY#170」にて、司会を務める津田大介が「人々はなぜ自民党に入れ続けるのか？」と題したイベントの告知を行った際、青木は「一言で終わりそうじゃない。劣等民族だから。」という発言をし、2人で笑い合う場面があった。
この発言が差別的なものであるとして、野党議員からも批判が相次いだ。立憲民主党の米山隆一はXで、「『劣等民族』などと言う考え方は何であれ極めて差別的で、決してリベラルなありようではありません」とした上で、「一定の人が自民党に投票する理由は分かります。それは決して『劣等民族』だからではなく、われわれは正々堂々その理由に打ち勝とうとしています」とポストし、続けて「本来のリベラルは、自分の民族に対しても『劣等民族』なんて言葉を使いませんし、そんな事を考えもしません。と言いますか、『劣等民族』なんていう人は、一体全体自分は何なのか、幾ら自分を含む多数派相手とはいえ、それは余りに差別的だと思わないものなのかと思います」と青木の発言に苦言を呈した。また、無所属の松原仁も「文脈にかかわらず｢劣等民族』という表現そのものが不愉快」であると批判した。
一連の発言について、青木は「取材は受けつけていません」と取材拒否している。一方、同月22日の「サンデーモーニング」には出演しなかった。
同月25日に行われたTBSテレビの定例記者会見で、同社の龍宝正峰社長が一連の発言について、「われわれが放送する番組以外の発言だ。それに関してのコメントをこの場で申し上げるのは控えたい」と直接的な回答を控えた。同社報道局長は「報道で存じ上げている」と述べ、対応については「本人に直接話を聞いてからの判断になる。そういうプロセスにはまだ進んでいない」と説明。「他の番組での発言で、真意を測りかねる。現段階でそれをもって起用し続けるのかどうかは早急だと考えている」と述べるにとどめ、今後のキャスティングについては未定とした。
同月27日に配信されたYouTube「ポリタスTV」において、青木は「劣等民族」発言の謝罪および撤回を行い、ならびに地上波のテレビ出演を当面自粛することを表明した。また津田も「不適切な発言に対して、自分も笑って流してしまいました」と反省。プロデューサー、MCの立場としても「適切に反応できなかったことに対しても謝罪致します」とした。

## 著書

### 単著
- 『日本の公安警察』講談社〈講談社現代新書〉、2000年1月20日。ISBN 978-4061494886。
- 『北朝鮮に潜入せよ』講談社現代新書、2006年。ISBN 9784061498365。
- 『国策捜査―暴走する特捜検察と餌食にされた人たち』金曜日、2008年　増補版角川文庫、2013年。ISBN 9784041010815。
- 『絞首刑』講談社、2009年 のち文庫  ISBN 9784062774079。
- 『ルポ 拉致と人々 救う会、公安警察、朝鮮総聯』 岩波書店、2011年。ISBN 9784000024273。
- 『トラオ 徳田虎雄 不随の病院王』小学館、2011年12月。ISBN 978-4093798280。
  - 『トラオ 徳田虎雄 不随の病院王』小学館〈小学館文庫〉、2013年11月6日。
- 『誘蛾灯 鳥取連続不審死事件』講談社、2013年11月12日。ISBN 978-4062816397。
  - 『誘蛾灯 二つの連続不審死事件』講談社〈講談社+α文庫〉、2016年1月21日。ISBN 978-4062816397。
- 『青木理の抵抗の視線』トランスビュー、2014年11月14日。ISBN 978-4798701547。
- 『抵抗の拠点から 朝日新聞「慰安婦報道」の核心』講談社、2014年12月17日。ISBN 978-4062193436。
- 『ルポ 国家権力』トランスビュー、2015年3月15日。ISBN 978-4798701585。
- 『日本会議の正体』平凡社〈平凡社新書〉、2016年7月9日。ISBN 978-4582858181。
- 『安倍三代』朝日新聞出版、2017年1月20日。ISBN 978-4023315433。
  - 『安倍三代』朝日新聞出版〈朝日文庫〉、2019年4月5日。ISBN 978-4022619617。
- 『情報隠蔽国家』河出書房新社、2018年2月27日。ISBN 978-4-309-24851-6。
  - 『情報隠蔽国家』河出書房新社〈河出文庫〉、2021年10月6日。ISBN 978-4-309-41849-0。
- 『暗黒のスキャンダル国家』河出書房新社、2019年9月26日。ISBN 978-4309249094。
- 『カルト権力―公安、軍事、宗教侵蝕の果てに』河出書房新社、2023年3月14日。ISBN 978-4309231235。

### 共著
- 蓮池透、和田春樹、菅沼光弘、東海林勤、青木理 『拉致問題を考えなおす』青灯社、2010年。ISBN 9784862280442
- 梓澤和幸、河崎健一郎編著 『国家と情報〜警視庁公安部「イスラム捜査」資料流出事件』現代書館、2011年。ISBN 9784768456637
- 神保哲生、高田昌幸、青木理 『メディアの罠〜権力に加担する新聞・テレビの深層』産学社、2012年。ISBN 9784782570005
- 久田将義、青木理『僕たちの時代』毎日新聞社、2012年12月25日。ISBN 978-4620321622。
- 宮崎学、辻惠、青木理 『政権崩壊〜民主党政権とは何だったのか』角川書店、2013年。ISBN 9784041104446
- 森達也、青木理 『反メディア論』現代書館、2016年。ISBN 9784768457634
- 安田浩一、青木理『この国を覆う憎悪と嘲笑の濁流の正体』講談社〈講談社+α新書〉、2021年6月18日。ISBN 978-4065235676。

## 連載
- 「抵抗の拠点から」『サンデー毎日』
- 「ジャーナリストの目」『週刊現代』 - 堤未果、森功、岩瀬達哉と持ち回りのリレー連載
- 「青木理の『飛耳長目』」『月刊日本』
- 「戦後70年と日本人」『熱風』
- 「理の眼」『毎日新聞・大阪夕刊』
- 「国策捜査」『週刊金曜日』 - 不定期掲載

## 出演

### テレビ番組
- サンデーモーニング（TBSテレビ） - 隔週
- 情報満載ライブショー モーニングバード!（テレビ朝日、2011年4月 - 2015年9月）- 月曜日コメンテーター
- ミヤネ屋（読売テレビ、2014年3月 - 2015年9月）
- いま日本は（BS朝日、2013年10月 - 2014年9月）
- ニュース解説 眼（朝日ニュースター、2010年10月 - 2012年3月）
- 羽鳥慎一モーニングショー（テレビ朝日、2015年9月 - 2021年3月）- 火曜日コメンテーター
- キャスト（朝日放送、2017年10月-）- 金曜日コメンテーター（2017年10月-2020年3月）→木曜日コメンテーター（2020年4月 - 2022年3月）
- おはようコールABC（朝日放送テレビ、2020年4月 - 2020年10月）
- 朝まで生テレビ!（テレビ朝日）
- 激論!クロスファイア（BS朝日）
- ビートたけしのTVタックル（テレビ朝日）
- 外国人記者は見た!日本inザ・ワールド（BS-TBS）
- いま世界は（BS朝日）
- 未来世紀ジパング（テレビ東京）
- 土曜NEWSファイル CUBE（テレビ西日本）
- Mr.サンデー（フジテレビ）

### ウェブ番組
- ビデオニュース・ドットコム（2014年4月5日、2024年7月20日）
- デモクラシータイムス（YouTube、不定期出演）
- ポリタスTV（YouTube、2021年4月 - ）- 隔週金曜日ゲスト（2022年9月に月曜日から金曜日へ）
- JAM THE WORLD – UP CLOSE（Amazon Music、2021年8月17日 - ）- 火曜日ナビゲーター
- エアレボリューション（ニコニコ生放送、2023年4月14日）

### ラジオ
- 大竹まこと ゴールデンラジオ!（文化放送、2022年5月20日 - ）- 金曜13時台隔週レギュラー（2022年4月以前は随時ゲスト出演）
- 岩瀬惠子のスマートNEWS（RFラジオ日本） - 月曜日隔週レギュラー
- ニュース探究ラジオ Dig（TBSラジオ、2012年4月 - 2013年3月）- 木曜日パーソナリティー（2012年11月に金曜から木曜パーソナリティーへ）
- 荒川強啓 デイ・キャッチ!（TBSラジオ、2014年4月 - 2019年3月）- 月曜日コメンテーター
- JAM THE WORLD（J-WAVE、2016年4月 - 2021年3月）- 火曜日ニューススーパーバイザー
- 西川あやの おいでよ!クリエイティ部（文化放送、2022年4月5日 - 2023年12月）- 火曜日→月曜日コメンテーター
- 荻上チキ・Session（TBSラジオ）- ゲスト
- 福井謙二 グッモニ（文化放送）- コメンテーター

### 映画
- 戦争と対話（2025年8月30日公開予定）[43]